# Naród i Wojsko (1934–1939)
Naród i Wojsko – centralny organ prasowy Zarządu Głównego Federacji Polskich Związków Obrońców Ojczyzny w latach 1934–1939.
Zobacz też:
- Naród i Wojsko (1941–1942) – ogólnopolskie pismo wydawane przez Narodowe Siły Zbrojne